# Janie Wagstaff
Elizabeth Jane Wagstaff, detta Janie (Kansas City, 22 luglio 1974), è un'ex nuotatrice statunitense.

## Carriera
Ha fatto parte, anche se solo in batteria, del team statunitense che ha vinto la medaglia d'oro nella 4x100m misti ai Giochi di Barcellona 1992.

## Palmarès
- Giochi olimpici estivi

Barcellona 1992: oro nella 4x100m misti.
- Mondiali

Perth 1991: oro nella 4x100m misti e bronzo nei 100m e 200m dorso.
- Giochi PanPacifici

Edmonton 1991: oro nei 100m dorso e nella 4x100m misti e bronzo nei 200m dorso.